# Gilles Plazy
 (février 2020).
Si vous disposez d'ouvrages ou d'articles de référence ou si vous connaissez des sites web de qualité traitant du thème abordé ici, merci de compléter l'article en donnant les références utiles à sa vérifiabilité et en les liant à la section « Notes et références ».
Gilles Plazy, né le 2 janvier 1942, est un écrivain et plasticien français. Il vit à Paris et à Trégunc, dans le Finistère.

## Biographie
Diplômé de l’Institut d’études politiques de Paris, Gilles Plazy a été journaliste pour divers journaux ou magazines (Combat, Le Monde, Le Quotidien de Paris, Les Nouvelles Littéraires, Elle…). Il a été pendant deux ans conseiller de programme auprès du directeur de France Culture. Il est membre de l’Association internationale des critiques d'art.

### Écrivain
Gilles Plazy a publié depuis 1970 une cinquantaine d’ouvrages parmi lesquels des poèmes, des romans ou encore des essais. Profondément marqué par le surréalisme au sortir d'une éducation traditionnelle et d'une formation classique, il a été particulièrement influencé par René Char, Julien Gracq, André Pieyre de Mandiargues, Eugène Ionesco, Henry Miller avant d'être bouleversé par une plongée dans l'œuvre de Paul Celan. La poésie, son obsession permanente, l'a mené de brouillon en faux semblant jusqu'à un travail de la langue rompant avec l'ordre rhétorique auquel le surréalisme lui-même n'a pas manqué de se soumettre. Aussi le premier ouvrage dans lequel il lui semble avoir enfin réussi à poser sa voix est-il Ciel renversé (La Sirène étoilée, 2014).
Il a collaboré par des textes à des livres d'artiste d'Anne Walker, Jean Leppien, Bertrand Dorny, Michel Renaud, Michel Thamin, Thierry Le Saëc.

### Plasticien
Venu à la peinture à trente ans et à la photographie à cinquante, Gilles Plazy a participé, en peinture et en photographie, à diverses expositions de groupe et montré plus précisément son travail en quelques expositions personnelles : Galerie de Varenne, Jacques Damase, Paris, 1978 ; Galerie d’Art International, Paris, 1987 ; Galerie Claude Samuel, Paris, 2007, Galerie 4, Cheb, République tchèque ; Médiathèque Georges Perros, Douarnenez, 2010 ; Médiathèque Les Ailes du temps, Morlaix, 2013.
Sa peinture a oscillé entre abstraction expressionniste et abstraction géométrique en se nourrissant surtout de la grande peinture américaine des années 50/60, puis de Tapiés et Twombly, et en étant proche pendant quelques années de Michel Seuphor. Il a régulièrement détruit la plupart de ses œuvres avant de reprendre un travail rigoureux de géométrie minimale sur papier auquel il se consacre actuellement.
Gilles Plazy est aussi éditeur à l'enseigne de La Sirène étoilée, cellule d'édition basée en Cornouaille et qui a publié ses ouvrages et ceux d'Anne de Szczypiorski, Emilienne Kerhoas, Daniel Kay, Alain Le Beuze.

## Publications

### Poèmes
- Gilles Plazy, Liberté couleur d’aigle, Pierre-Jean Oswald, 1970.
- Gilles Plazy, Dalles du silence, illustrations de l’auteur, La Différence, 1980.
- Gilles Plazy, La Salive des étoiles, La Différence, 1987.
- Gilles Plazy, Il y a des nuits belles comme le jour, Éditions du Scorff, 1997.
- Gilles Plazy, L'Amande intérieure, La Part Commune, 2007.
- Gilles Plazy, Ariane lance les dés, La Sirène étoilée, 2012.
- Gilles Plazy, Ciel renversé, La Sirène étoilée, 2015.
- Gilles Plazy, Désistement des berges, La Sirène étoilée, 2016.

### Romans
- Gilles Plazy, Dragon bleu, Galilée, 1980.
- Gilles Plazy, Le Chant de la violette, La Différence, 1985.
- Gilles Plazy, Le Jeune Homme dans un pays lointain, Manya, 1993.

### Nouvelles
- Gilles Plazy, L’Académie des chiennes, Joëlle Losfeld, 1993.

### Biographies
- Gilles Plazy, Ionesco, le rire et l’espérance, Julliard, 1994.
- Gilles Plazy, L'Abbé Pierre, Hachette, 1998 (ISBN 978-2-01-291456-8)
- Gilles Plazy, Gustave Courbet, un peintre en liberté, Le Cherche Midi, 1998.
- Gilles Plazy, La Véritable Marlene Dietrich, Pygmalion, 2001.
- Gilles Plazy, Picasso, Folio Biographies, Gallimard, 2006.

### Essais
- Gilles Plazy, Le Complexe de Jésus, La Différence, 1987.
- Gilles Plazy, Les Aventures de la peinture moderne, Liana Levi, 1988.
- Gilles Plazy, Cézanne ou la peinture absolue, Liana Levi, 1989.
- Gilles Plazy, Voyage en Gracquoland,), L’Instant, 1990.
- Gilles Plazy, Mona, l’ange noir de Henry Miller, Terrain vague, 1991.
- Gilles Plazy, L’Aventure des grands impressionnistes, Pygmalio, 200.
- Gilles Plazy, René Char, fiction sublime !préface et anthologie, Jean-Michel Place, 2003.
- Gilles Plazy, Chagall, les chefs-d'œuvre, Adam Biro, 2003.
- Gilles Plazy, La Femme impressionniste, Adam Biro, 2003.
- Gilles Plazy (préf. Bernard Noël), L’Incognito de Douarnenez (Georges Perros), La Part commune, 2005.
- Gilles Plazy, Cézanne, qui n’existe pas, La  Part commune, 2006.
- Gilles Plazy, Julien Gracq, en extrême attente, La  Part commune, 2006.
- Gilles Plazy (en collaboration avec Chloé Bressan), La Poésie, la tarte aux pommes et le topinambour de saint Augustin, La Part Commune, 2011.
- Gilles Plazy, Les Mots ne meurent pas sur la langue, Isabelle Sauvage, 2014.
- Gilles Plazy, Paul Gauguin, l'insurgé solaire, Tregunc, La Sirène étoilée, 2015, 45 p. (ISBN 979-10-94617-01-4)
- Gilles Plazy, Porterez-vous du sel aux gens de la montagne?, La Sirène étoilé, 2018.

### Préfaces
- Salon éclaté  (préf. Gilles Plazy et al.), Arts graphiques d'Aquitaine, 1980.
- Monique de Beaucorps (préf. Gilles Plazy, ill. Ben-Ami Koller), Les symboles vivants, Nathan, 1989.
- Tristan Corbière (préf. Gilles Plazy), Armor et Gens de mer, Coop Breizh, 2002.
- Kenneth White (préf. Gilles Plazy), Un monde ouvert, Folio/Poésie, Gallimard, 2006.

### Livres d’artistes
Textes pour Jean Leppien, Bertrand Dorny, Michel Remaud, Anne Walker, Thierry le Saëc, Michel Thamin.

### Divers
- Gilles Plazy, Cézanne, Le Chêne, 1991.
- Gilles Plazy, Le Douanier Rousseau, un naïf dans la jungle, Gallimard, coll. « Découvertes Gallimard / Arts », 1992, chap. 153.
- Gilles Plazy, Le Douanier Rousseau Paysages, Herscher, 1994.
- Gilles Plazy, Fra Angelico, les saints et les anges, Herscher, 1995.
- Gilles Plazy (photogr. Jean-Bernard Naudin), Cézanne, le goût de la Provence, Le Chêne, 1995.
- Gilles Plazy (photogr. Jean-Bernard Naudin), Matisse, saveur et lumière, Le Chêne, 1997.
- Gilles Plazy (photogr. Jean-Marie del Moral), Les Chemins de Van Gogh, Le Chêne, 1997.
- Gilles Plazy (photogr. Jean-Marie del Moral), Villages de peintres, Le Chêne, 1998.
- Gilles Plazy, La Toscane, Plume, 1999.
- Gilles Plazy, De Venise à Vérone, Plume, 1999.
- Gilles Plazy, Histoire de l’art en images, Adam Biro, 1999.
- Gilles Plazy (photogr. Gilles Plazy), La Bretagne, Plume, 2000.
- Gilles Plazy, Les Buttes Chaumont, Flammarion, 2000.
- Gilles Plazy, Promenades chez les artisans de France, E.P.A., 2001.
- Gilles Plazy, L’Abécédaire de la Toscane, Flammarion, 2001sous le pseudonyme de Gilles Kerhouin
- Gilles Plazy, L’Abécédaire des Celtes, Flammarion, 2001.
- Gilles Plazy (photogr. Gilles Plazy), Balades au fil de l’eau, 2002Sélection du Reader’s Digest.

### Album
- Gilles Plazy, Éloge de Pythagore, Jacques Damase/Galerie de Varenne, 1978.

### Entretiens
- André Miquel, L’Orient d’une vie, Payot, 1990.
- Madeleine Riffaud, On l’appelait Rainer, 1994.
- Vercors, À dire vrai, François Bourin, 1990.